# Санта Барбара (Виченца)
Санта Барбара је насеље у Италији у округу Виченца, региону Венето.
Према процени из 2011. у насељу је живело 49 становника. Насеље се налази на надморској висини од 94 м.